# I11 SNCB
Pour les articles homonymes, voir I11.

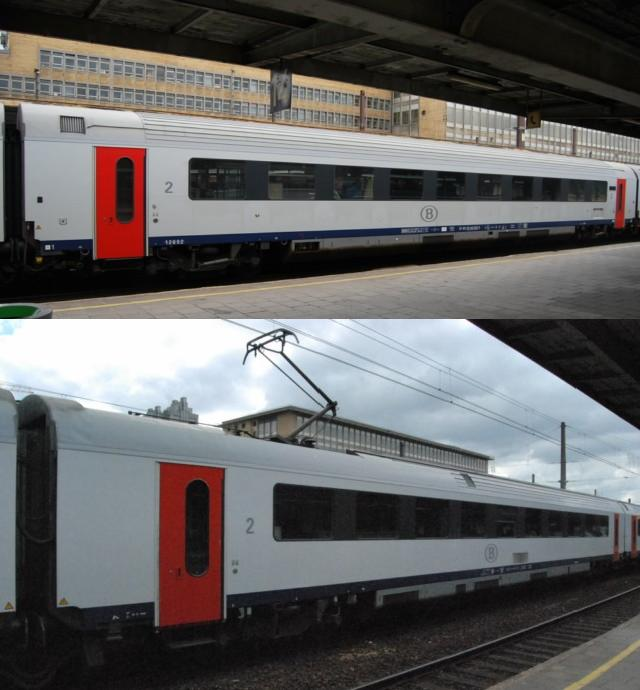
Différence entre les voitures I11 (haut) et AM96 (bas).

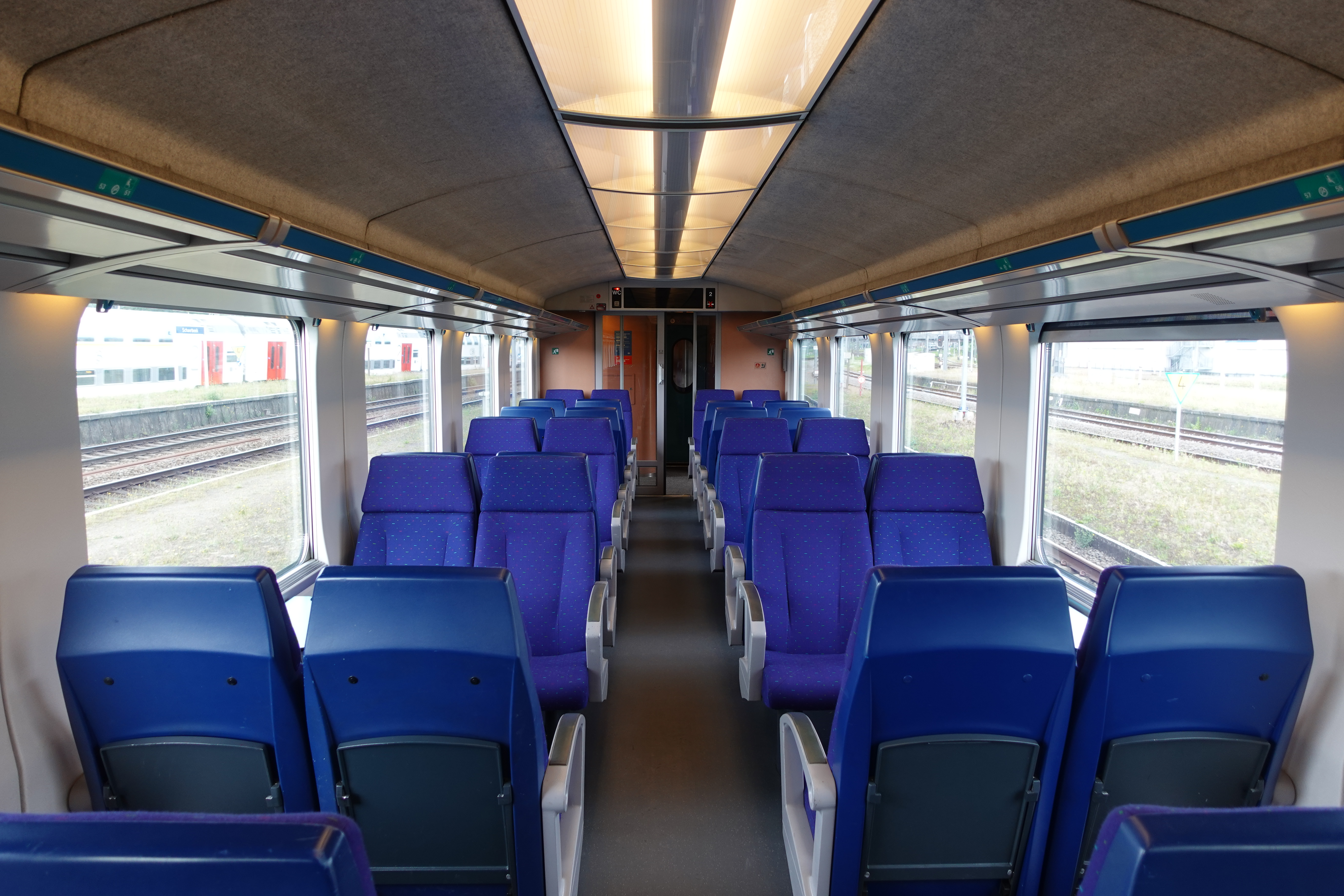
Intérieur d'une voiture de 2e classe.

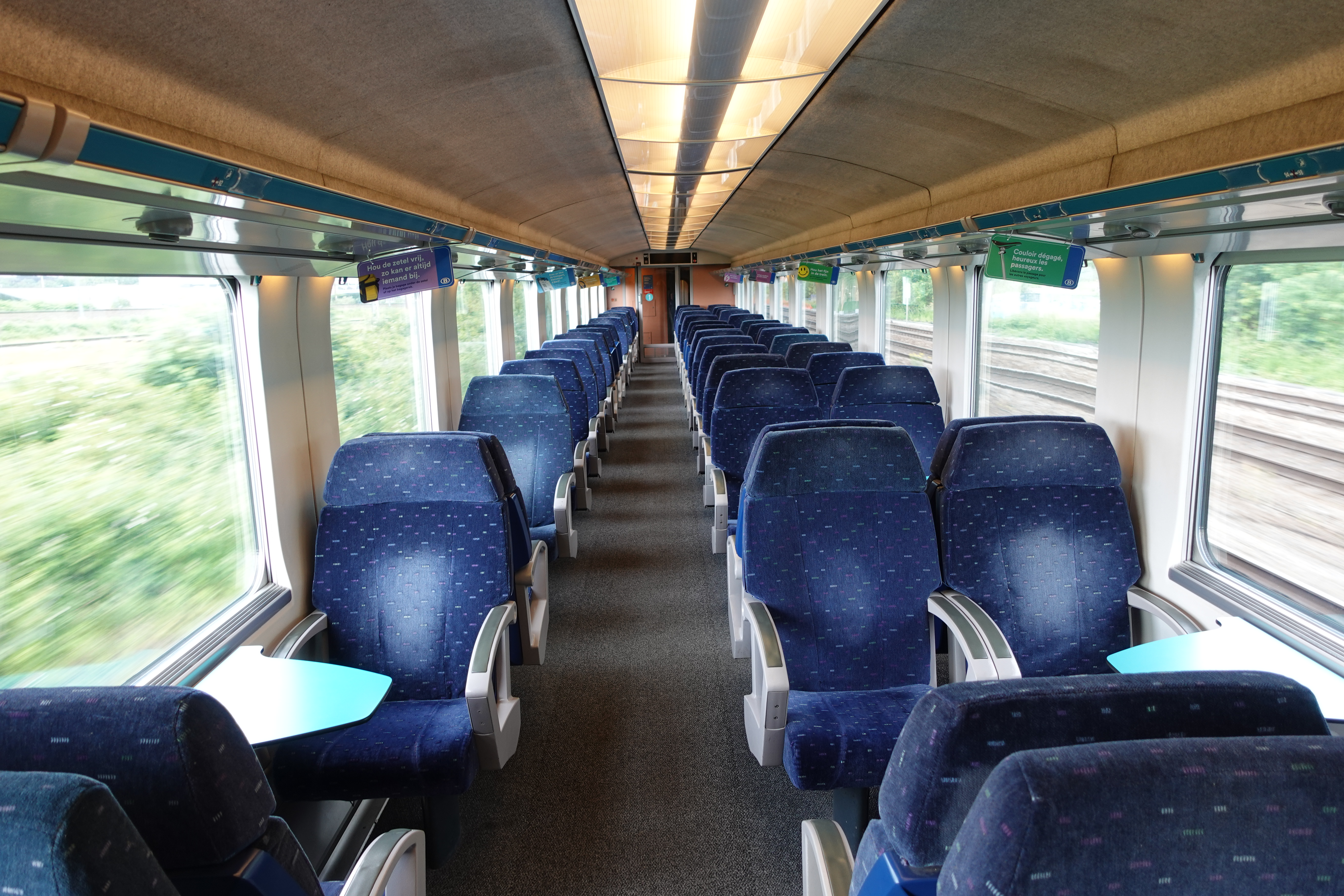
Intérieur d'une voiture de.

Les I11 sont des voitures de chemin de fer modernes de la SNCB. Elles ont une disposition en salle à allée centrale et sont équipées pour circuler à 200km/h. Climatisées, elle offrent de bonnes conditions de confort avec notamment un niveau de bruit intérieur de seulement 65 dB à 200 km/h. Elles ont une présentation extérieure et intérieure proche de celle des automotrices AM96.

## Fiche technique
Produites par la société BN (groupe Bombardier Inc.), 163 unités ont été livrées de 1996 à 1998 :
- 36 A de première classe (60 places)
- 106 B de deuxième classe (80 places)
- 21 BDx, voiture-pilote de seconde classe (56 places)

Les portes sont louvoyantes.
Caractéristiques :
- Longueur : 26,40 m
- Vitesse maximale : 200 km/h

## Aménagements
Les I11 disposent d'un aménagement très moderne lors de leur construction. Les grandes salles à couloir central (de disposition 2+2 en seconde classe et 2+1 en première) proposent 40 % de places en vis-à-vis avec tablette et accoudoir fixe, le reste étant constitué de sièges en disposition 'coach' avec tablettes et repose-pieds.
Les voitures de première classe et les voitures de deuxième classe sont équipées d'une toilette à chaque extrémité et d’une paire de prises de courant aux extrémités de la salle. Les voitures de première classe étaient équipées d’une cabine téléphonique (entretemps démontée). Les voitures-pilotes possèdent une large toilette adaptée aux personnes handicapées identique à celle des AM96 et un emplacement adapté aux fauteuils roulants parmi les places assises.
En service, ces voitures sont appréciées pour leur confort et le nombre de places assises mais présentent cependant le défaut de disposer de portes d'embarquement étroites, ce qui rallonge le temps de montée et de descentes aux arrêts. Ainsi, paradoxalement les IC-01, assurés en voitures I11, ont un temps de parcours supérieur de quelques minutes à celui des IC-12, assurés en voitures M6, pourtant incapables de soutenir la vitesse de 200 km/h[réf. nécessaire].

## Livrée
Leur livrée, identique à celle des AM96, se caractérise par des flancs gris clair, un bas de caisse bleu, les portes voyageurs rouges et les montants entre les 10 fenêtres de couleur anthracite, donnant l'illusion d'une longue baie monobloc. Cette livrée a depuis été appliquée, avec quelques variations, au matériel neuf de la SNCB (AR41, M6, Desiro, M7) ainsi qu’au matériel ancien rénové.

## Utilisation
Les voitures I11 sont utilisées sur des liaisons InterCity et deux paires de trains P. La plupart des circulations de voitures I11 empruntent la LGV 2 entre Louvain et Ans, ce qui leur permet de rouler à 200 km/h.
Quatre trains IC Ostende - Eupen empruntent cependant la ligne 36 ce qui leur permet de desservir les gares de Waremme, Landen et Tirlemont.
D’après les horaires de juin 2017, les voitures I11 assurent les trains suivants 
- Les IC-01 Ostende - Bruxelles - Liège - Eupen
- Quelques IC-12 Courtrai - Welkenraedt (les autres étant assurées en rames de M6 '200') et une paire de IC Ostende - Welkenraedt via Courtrai
- Depuis décembre 2018 sur de nombreux IC-16-34 Bruxelles-Midi - Luxembourg. Ceci afin de remplacer les AM 96 après la mise à 25 kV de la section de ligne luxembourgeoise.
- Deux paires de trains P Bruxelles-Midi - Visé via la LGV 2 et sans arrêt à Louvain

Auparavant, leurs services étaient répartis de la sorte
- Les IC A Ostende - Bruxelles - Liège - Eupen
- Les IC O Bruxelles-Midi - Liège - Maastricht / Gouvy
- Les IC G Anvers-C - Ostende
- Une rame réversible de voitures I11 assura le train P 8402 Bruxelles-Liège-Welkenraedt à partir de décembre 2020.
- Certaines rames de M6 utilisées vers Ostende et Courtrai utilisaient une voiture pilote I11 au lieu d’une voiture-pilote M6 ou d’une seconde locomotive

## Modélisme
Les voitures I11 ont fait l'objet de modèles réduits à l'échelle H0 par LS Models.

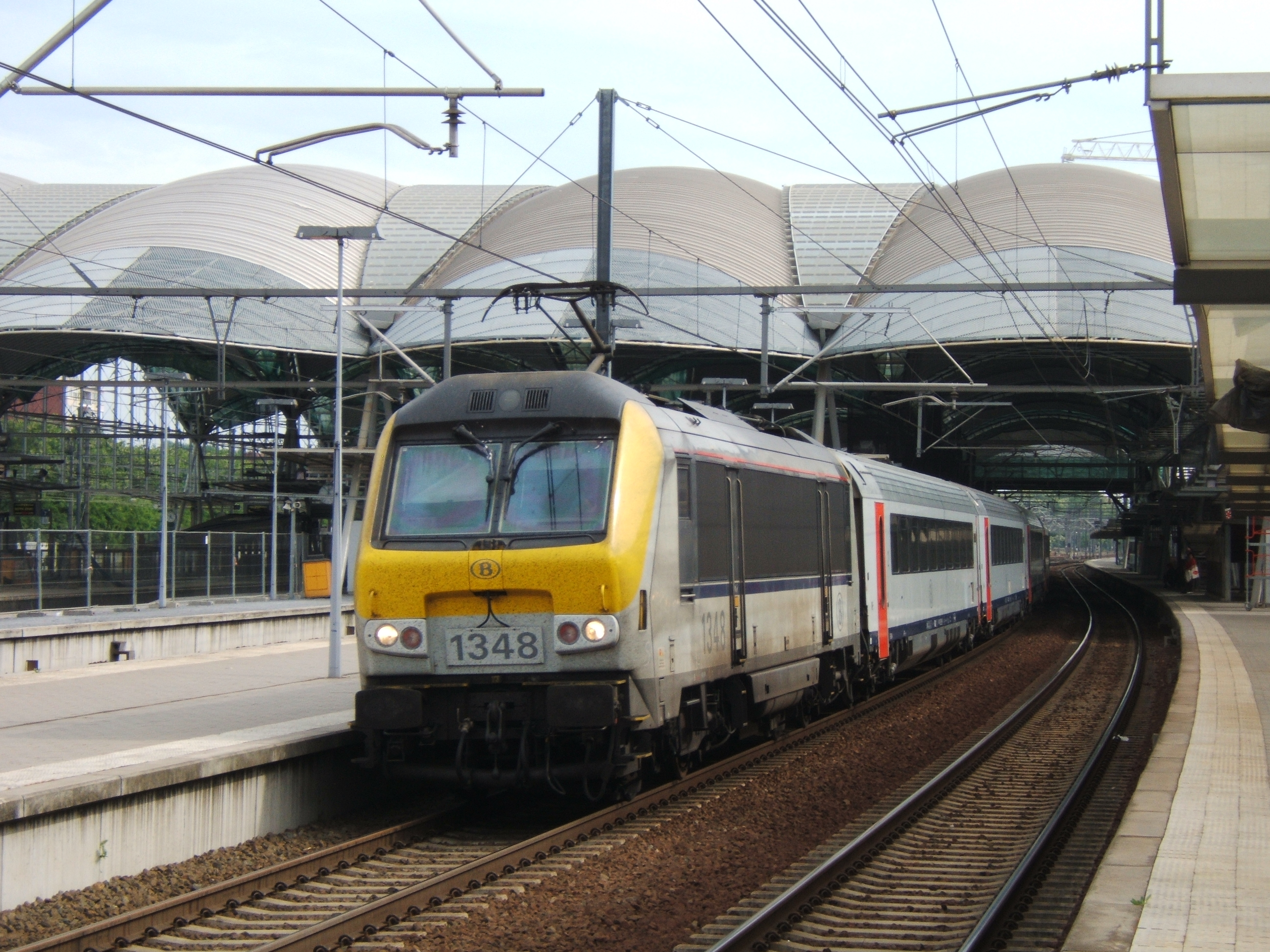
Train InterCity avec voitures I11 en gare de Louvain.
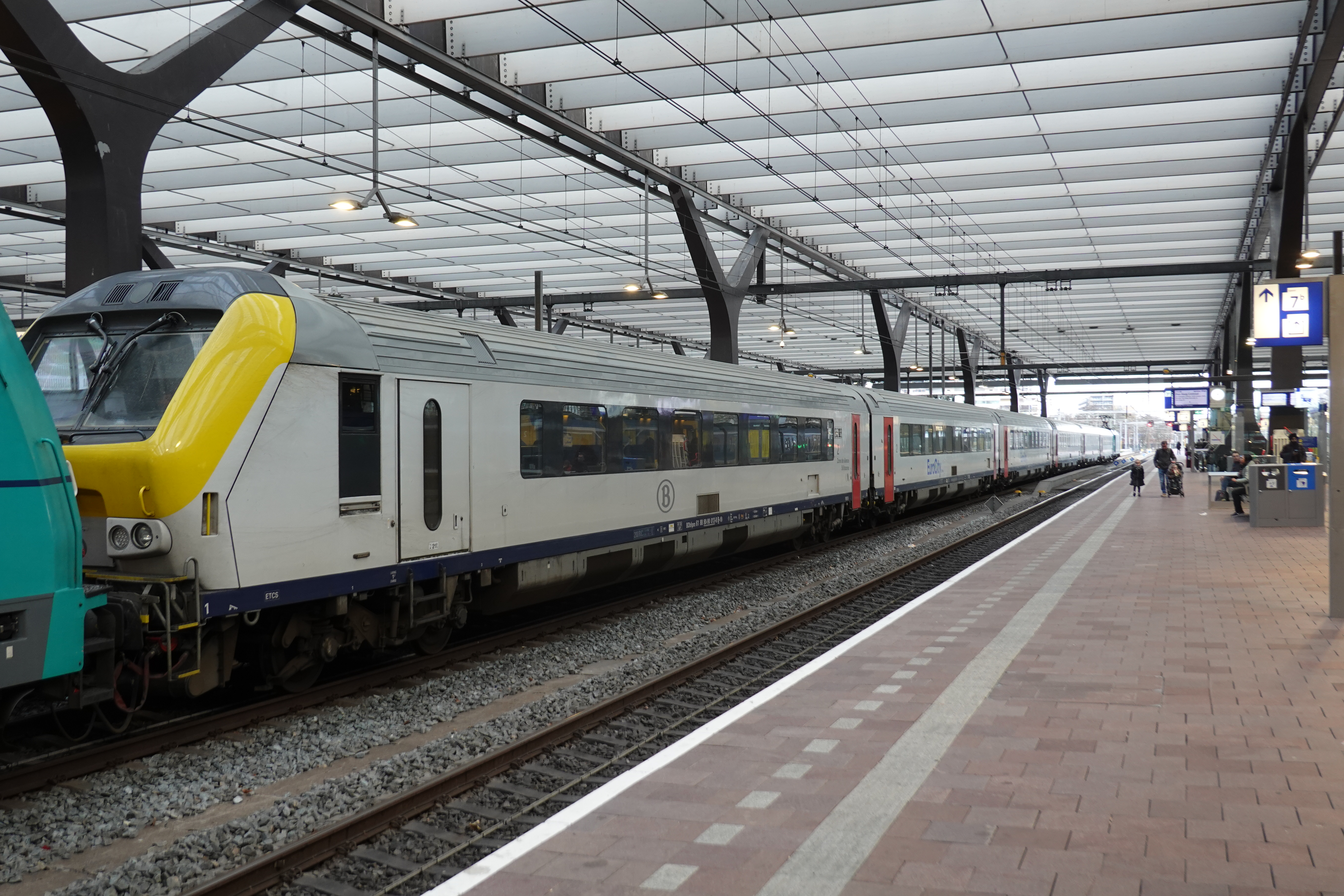
Eurocity en gare de Rotterdam Central.
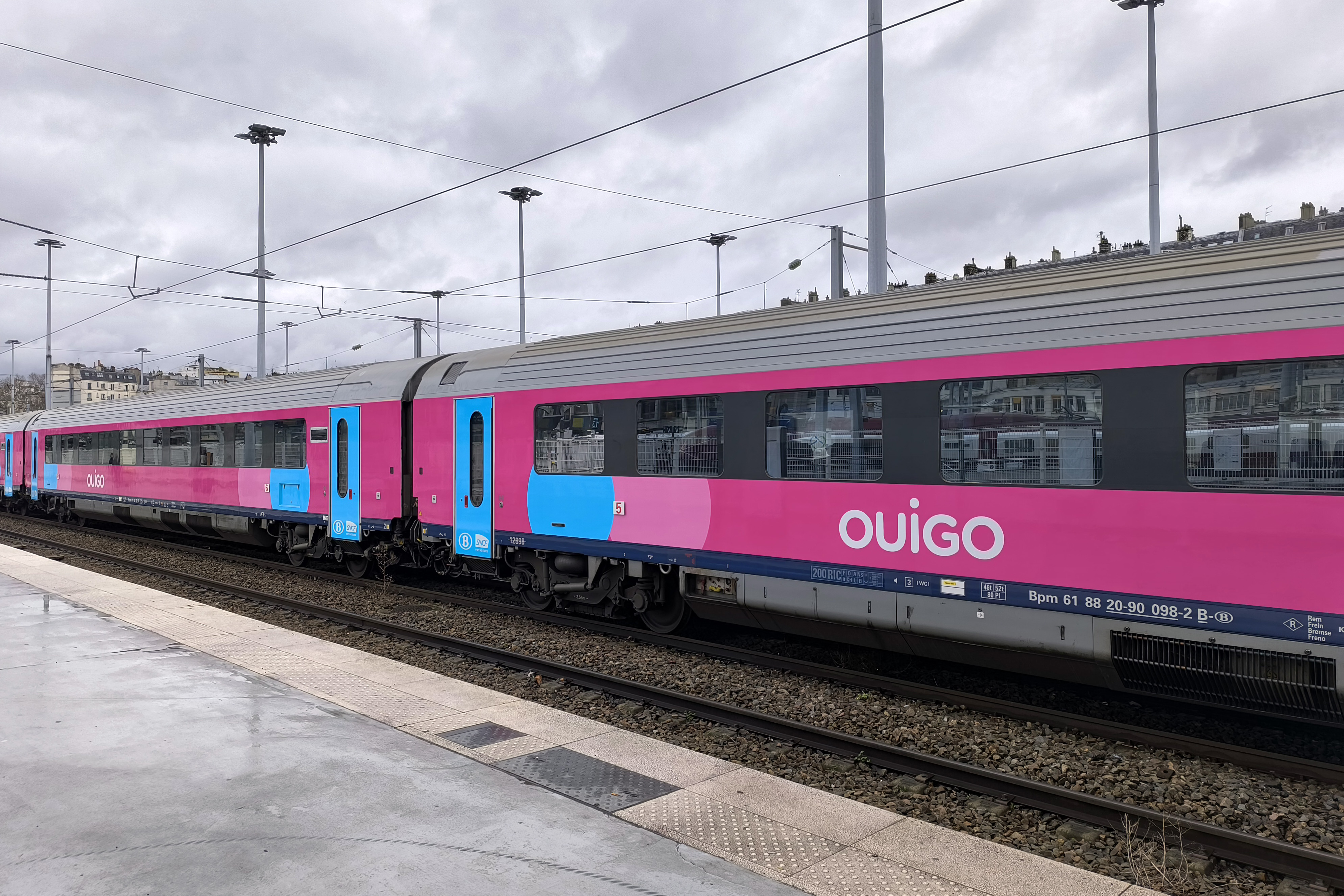
Ouigo Train Classique à Paris-Nord.